# Ronald McLean
Ronald Gordon McLean (* 26. März 1881 in London; † 2. Juli 1941 in Shirley) war ein britischer Turner.

## Erfolge
Ronald McLean nahm 1912 an den Olympischen Spielen in Stockholm teil und gehörte bei diesen zur britischen Turnriege im Mannschaftsmehrkampf. Dabei traten insgesamt fünf Mannschaften an, die aus 16 bis 40 Turnern bestanden und während des einstündigen Wettkampfs gleichzeitig antreten mussten. Bewertet wurden neben der Ausführung der Übungen an den Geräten auch das Verlassen und der Wechsel der Geräte sowie der Einmarsch zu Beginn. Am Ende wurden anhand eines Durchschnittswerts der einzelnen Nationen die Abschlussplatzierungen ermittelt. Neben den Briten traten auch Turnriegen aus Italien, Ungarn, dem Deutschen Reich und Luxemburg an. Mit 53,15 Punkten setzten sich die Italiener gegen ihre Konkurrenten durch. Die Ungarn erzielten indes 45,45 Punkte und belegten damit vor den drittplatzierten Briten mit 36,90 Punkten den zweiten Platz. McLean gewann somit zusammen mit Albert Betts, William Cowhig, Sidney Cross, Harry Dickason, Herbert Drury, Bernard Franklin, Leonard Hanson, Samuel Hodgetts, Charles Luck, William MacKune, Alfred Messenger, Henry Oberholzer, Edward Pepper, Edward Potts, Reginald Potts, George Ross, Charles Simmons, Arthur Southern, William Titt, Charles Vigurs, Samuel Walker und John Whitaker die Bronzemedaille.
Auch bei den Olympischen Spielen 1920 in Antwerpen war McLean Teil der britischen Turnriege im Mannschaftsmehrkampf. Diesmal schlossen die Briten den erneut fünf Mannschaften umfassenden Wettkampf mit 299,115 Punkten auf dem letzten Platz ab, knapp hinter den mit 305,255 Punkten viertplatzierten Tschechoslowaken, aber weit hinter den Medaillenrängen, die Italien, Belgien und Frankreich belegten.
1912 war McLean Vorstandsmitglied in der Amateur Gymnastics Association.